# كربيد الفاناديوم
 كربيد فاناديوم رباعي  (بالإنجليزية:  Vanadium carbide )‏ مركب كيميائي له الصيغة VC ، ويكون على شكل مسحوق بلوري رمادي .